# Lycostomus decorus
Lycostomus decorus is een keversoort uit de familie netschildkevers (Lycidae). De wetenschappelijke naam van de soort werd in 1935 gepubliceerd door Kleine.